# Burgstall Lintburg
Der Burgstall Lintburg, auch Limburg oder Burgstall Attel genannt, ist eine abgegangene Höhenburg auf 480 m ü. NHN 1000 Meter nordnordöstlich des Klosters Attel über dem Inn bei Limburg, einem Ortsteil der Stadt Wasserburg am Inn im Landkreis Rosenheim in Bayern. Die Anlage wird als Bodendenkmal unter der Aktennummer D-1-7939-0044 im Bayernatlas als „Burgstall des hohen Mittelalters ("Limburg")“ geführt. 

## Geschichte
Die Burg wurde im 12. Jahrhundert von den Grafen von Attel als Stammsitz erbaut. Als die Grafenfamilie später ihren Sitz auf die nordöstlich gelegene Burg Wasserburg verlegte, übergab Graf Engelberg von Attel 1137 Burg Lintberg an das Kloster Attel.